# Dennis James
Dennis James (24 de agosto de 1917 - 3 de junio de 1997) fue un celebridad televisiva, actor y locutor estadounidense. Se le acredita ser el presentador del primer concurso televisivo, el show de DuMont Television Network Cash and Carry (1946). Además, James fue la primera persona en presentar un telemaratón y la primera en hacer un comercial televisivo.

## Inicios
Su verdadero nombre era Demi James Sposa y nació en Jersey City (Nueva Jersey). Inició su carrera artística en la emisora radiofónica WNEW (actual WBBR), pasando a la televisión en 1938, medio en el cual trabajó para WABD, actual WNYW. James fue el presentador de varios concursos, tales como el de la ABC Chance of a Lifetime (1952–1953), y fue comentarista de los espectáculos de lucha y boxeo emitidos por DuMont, empresa para la cual hizo, esencialmente, trabajo de locutor.
James también presentó el show de variedades de DuMont Okay, Mother (1948–1951). James a menudo se dirigía al público llamándole "Mother (madre)", una práctica originada en su trayectoria como comentarista deportivo, durante la cual él decía que sus explicaciones iban en beneficio del público femenino, pues el masculino ya conocía las reglas deportivas. A finales de los años cuarenta James también fue locutor de noticiarios de Paramount News.

## Carrera como presentador de concursos
James ganó su fama presentando numerosos concursos entre 1946 y 1977, entre ellos la producción de la NBC Name That Tune (1974–1975) y el último de sus shows, The Price Is Right (1972–1977). También intervino junto a Bill Leyden en el concurso de 1962-1964 emitido por la NBC Your First Impression.
La actividad de James en los concursos abarcó casi cuatro décadas, presentando shows tales como The Name's the Same, High Finance, Haggis Baggis, People Will Talk, PDQ, además de programas para nuevos talentos como Chance of a Lifetime y Your All-American College Show. James también intervino en el fallido You're in the Picture, siendo además locutor de Ted Mack en The Original Amateur Hour. 
James sustituyó regularmente a Monty Hall como presentador de Let's Make a Deal a finales de los años sesenta e inicios de los setenta, y durante esta época llamó la atención de Mark Goodson, que trabajaba en la redifusión de The New Price is Right. El nuevo formato iba a incorporar el formato original de 1956 a 1965 con elementos de Deal. James fue la primera elección de Goodson para presentar el programa, así como una versión en franja diurna encargada por la CBS, pero la cadena insistió en que esta última la presentara Bob Barker, el cual trabajaba en Truth or Consequences. 

## Otros trabajos
Además de las competiciones deportivas y de los concursos, James también fue popular como anunciante de productos como los cigarrillos Old Gold, los cereales Kellogg's y otras varias marcas, muchas de ellas de carácter local o regional. Durante casi 30 años y hasta su muerte en 1997, James también fue portavoz de la Physicians Mutual Insurance Company.  
En 1978 James volvió a sus raíces en la lucha al interpretar en el film de Henry Winkler The One and Only,  al locutor del combate por el título. Además fue también el comentarista en el combate que enfrentaba en Rocky III a Rocky Balboa y a Thunderlips (Hulk Hogan). Su última actuación tuvo lugar en la película The Method en 1997.
Dennis James fue el presentador del primer telemaratón televisivo utilizado con el fin de recolectar fondos para fines educativos, participando James en los telemaratones de las Asociaciones United Cerebral Palsy. James presentó el principal de ellos, con base en la emisora de Nueva York WWOR-TV, durante 47 años, contando para ello con la ayuda de  Jane Pickens Langley, Paul Anka, Florence Henderson, y otros artistas. También trabajó en telemaratones en grandes ciudades a lo largo de Estados Unidos con una frecuencia mensual entre 1950 y 1979. En 1979, con John Ritter como presentador en Los Ángeles, los telemaratones se emitieron con carácter nacional, y UCP confió en James como presentador.
James se compró una casa en Palm Springs, California, en 1980. Tras ello fue requerido para presentar docenas de eventos de carácter benéfico en el área de Palm Springs, entre ellos actos para Childhelp International, The Frank Sinatra Golf Classic, y la Bob Hope Desert Classic. En 1996 recibió una estrella en el Paseo de las Estrellas de Palm Springs.

## Fallecimiento
Dennis James falleció en 1997 en su domicilio de Palm Springs, California, a causa de un cáncer de pulmón. Fue enterrado en el Cementerio Forest Lawn Memorial Park de Hollywood Hills, California.
Por su contribución a la industria televisiva, Dennis James tiene una estrella en el Paseo de la Fama de Hollywood, en el 6753 de Hollywood Boulevard.